# Regan Harrison
Regan Harrison (Brisbane, 25 novembre 1977) è un ex nuotatore australiano.
Ha vinto la medaglia d'argento nella staffetta 4x100 m misti alle Olimpiadi di Sydney 2000.

## Palmarès
- Giochi olimpici

Sydney 2000: argento nella 4x100m misti.
- Mondiali

Fukuoka 2001: oro nella 4x100m misti.
- Campionati panpacifici

Sydney 1999: argento nei 100m rana.